# Samodzielny pracownik nauki
Samodzielny pracownik nauki – zwyczajowe określenie polskiego pracownika naukowego lub naukowo-dydaktycznego, posiadającego stopień naukowy doktora habilitowanego albo tytuł profesora. Może być zatrudniony na stanowisku adiunkta, profesora uczelni/instytutu (dawniej profesora nadzwyczajnego) lub profesora (dawniej profesora zwyczajnego). Może prowadzić samodzielne badania naukowe lub kierować samodzielnym zespołem naukowym, być dyrektorem jednostki naukowej. Osiągnięcie pozycji samodzielnego pracownika nauki uprawnia w Polsce członków odpowiednich gremiów do uczestnictwa w głosowaniach w sprawie nadania stopni naukowych doktora i doktora habilitowanego.
Odpowiednikiem stanowiska profesora uczelni/instytutu w niektórych krajach anglosaskich może być associate professor, zaś stanowiska profesora (dla naukowca z tytułem naukowym) (full) professor.